# Eberhard Gothein

Eberhard Gothein, 1907

Eberhard Gothein (* 29. Oktober 1853 in Neumarkt, Niederschlesien; † 13. November 1923 in Berlin) war ein deutscher Nationalökonom, Kultur- und Wirtschaftshistoriker.

## Leben
Eberhard Gothein war Schüler des Maria-Magdalenen-Gymnasiums in Breslau und legte dort zusammen mit Paul Ehrlich im Jahre 1872 die Reifeprüfung ab. Anschließend studierte er an den Universitäten Breslau und Heidelberg mit den Schwerpunkten Geschichte und Kunstgeschichte. 1877 wurde er mit der Dissertation Der gemeine Pfennig auf dem Reichstage von Worms zum Dr. phil. promoviert. 1878 habilitierte er sich an der Universität Breslau. Als Professor der Nationalökonomie lehrte Gothein seit 1885 an der Technischen Hochschule Karlsruhe, seit 1890 an der Universität Bonn und von 1904 bis 1923 an der Universität Heidelberg, wo er den Lehrstuhl Max Webers für Nationalökonomie übernahm. 1909 wurde er als ordentliches Mitglied in die Heidelberger Akademie der Wissenschaften aufgenommen. Seit 1916 war er korrespondierendes Mitglied der Bayerischen Akademie der Wissenschaften.
Als Rektor der Universität Heidelberg registrierte er 1914 mit großer Sorge die deutsche Mobilmachung und den Beginn des Ersten Weltkrieges. Auf einer Informationsreise ins Ruhrgebiet konferierte er mit den Industriellen Klöckner und Stinnes und später auch mit Thyssen.

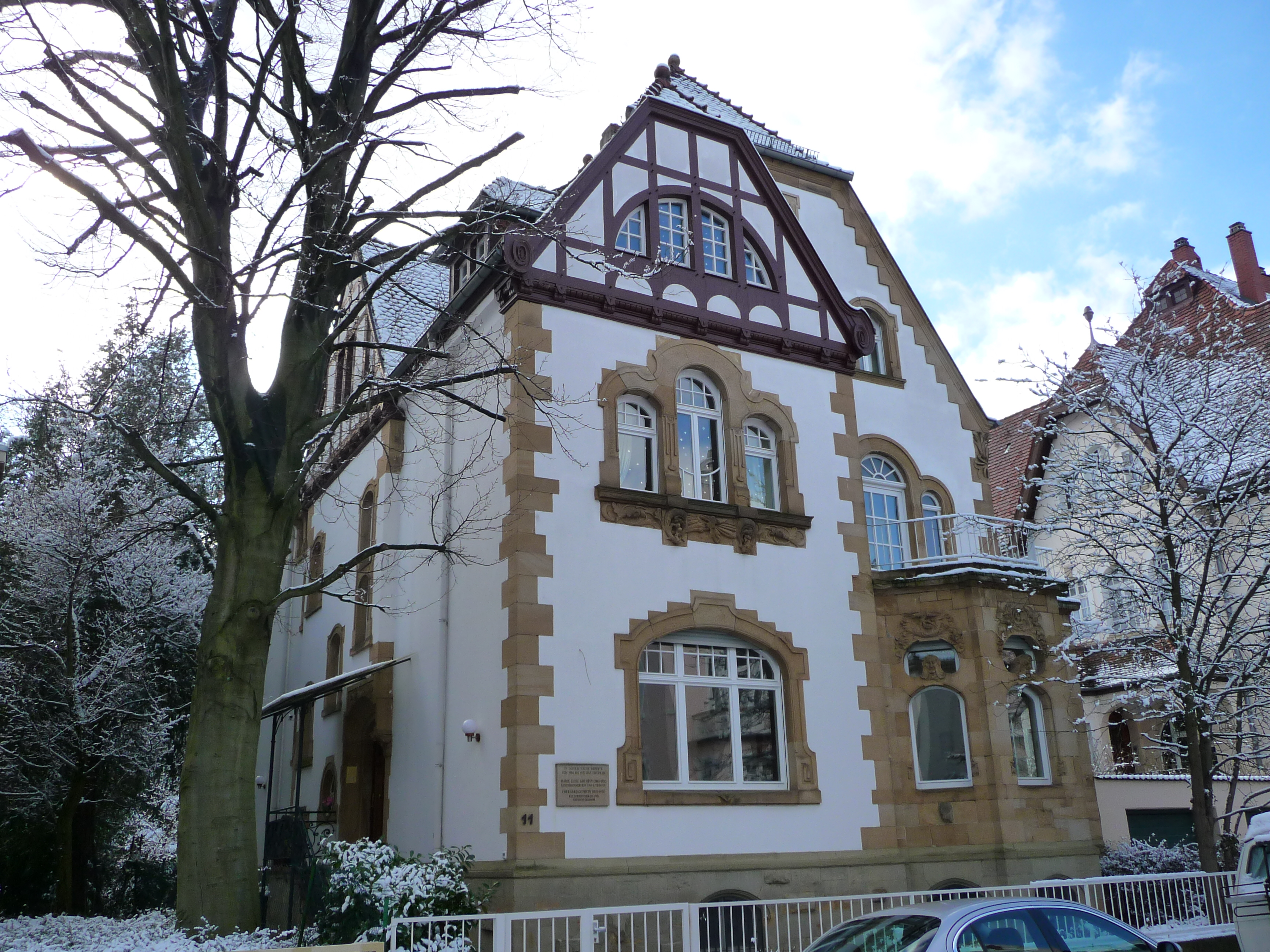
Das Gotheinsche Domizil in Heidelberg-Neuenheim, 1904–1923

Am 12. Januar 1919 wurde Gothein für die Deutsche Demokratische Partei (DDP) in die verfassunggebende Landesversammlung gewählt. An der Entwicklung einer Landesverfassung für die Republik Baden konnte er mitwirken. Gemeinsam mit seinem ehemaligen Breslauer Schulfreund Heinrich Rosin, zu dieser Zeit Professor an der Universität Freiburg, setzte er sich für die Erwachsenenbildung ein. 1922 nahm Gothein noch den Ruf des Auswärtigen Amtes nach Berlin an, um die Ausbildung künftiger Diplomaten zu reformieren.
1923, aus Anlass seines 70. Geburtstages, wurde Gothein von der noch jungen Handelshochschule Mannheim als deren Ehrenbürger geehrt. Er hatte 1904/05 als Universitätsprofessor in Heidelberg deren Gründung maßgeblich unterstützt und dafür Sorge getragen, dass der Senat der Universität einer dauernden Beteiligung von Heidelberger Lehrkräften am Mannheimer Hochschulbetrieb zugestimmt hatte.
Gothein vertrat in der Nachfolge Jacob Burckhardts das Recht der Kulturgeschichte auf Eigenständigkeit. Unter seinen Schriften sind vor allem die Darstellungen zur Geschichte des südwestdeutschen Raumes von großer Bedeutung. 1924 wurden seine zweibändigen Schriften zur Kulturgeschichte der Renaissance, Reformation und Gegenreformation posthum veröffentlicht.
Als Nationalökonom setzte Gothein sich für die Umsetzung von theoretischem Wissen in praktische Anwendungen ein. So kämpfte er für die Gründung der Handelshochschule Köln, an der er ab 1901 auch im Nebenamt lehrte. 1905 war er stark an der Gründung der Handelshochschule Mannheim beteiligt. Die berufsbildende Schule im Bereich der kaufmännischen Aus- und Weiterbildung in Mannheim trägt seinen Namen: Eberhard-Gothein-Schule.
Gothein war mit der Kunsthistorikerin Marie Luise Gothein, geb. Schroeter, verheiratet. Der Ehe entstammten die vier Söhne Wolfgang, Wilhelm, Werner Gothein
und  Percy Gothein. Eberhard Gotheins jüngerer Bruder Georg Gothein war Reichsschatzminister im Kabinett Scheidemann (1919).

## Interdisziplinäre Position
Das Ehepaar Gothein korrespondierte während vierzig Jahren in 2.000 Briefen. 1999 fand der Kulturhistoriker Michael Maurer, Friedrich-Schiller-Universität Jena, diese in der Heidelberger Universitätsbibliothek. Im Rahmen des zweijährigen Forschungsprojektes Adieu Geschichte, und doch auf Wiedersehen förderte die Fritz Thyssen Stiftung die wissenschaftliche Darstellung der kulturhistorischen Position von Eberhard Gothein, die er bereits 1889 in seiner Schrift Aufgaben der Kulturgeschichte als eine interdisziplinäre Sichtweise formulierte. Den Formulierungen widersprach sein Kollege Dietrich Schäfer, der allein die politische Geschichte im Vordergrund sehen wollte. Zur Fragestellung formulierte Michael Maurer zu Beginn der Forschungen:

„Es schien sich bereits mit Eberhard Gothein die Kulturgeschichte als Wissenschaftsgebiet zu etablieren, nachdem in der zweiten Hälfte des vorigen Jahrhunderts zahllose landeskundliche Geschichtsvereine und vor allem das Germanische Nationalmuseum in Nürnberg gegründet worden waren, aber wenig später wurden im sogenannten Lamprecht-Streit die kultur- und sozialgeschichtlichen Aspekte aus der Geschichtswissenschaft ausgegrenzt. Das galt bis vor wenigen Jahren.“

Den Methodenstreit hatte Karl Lamprecht um 1890 ausgelöst. In dem Konflikt ging es um völlig gegensätzliche Positionen der Geschichtsschreibung. Lamprecht meinte, dass Kultur- und Wirtschaftsgeschichte vorrangig und Politik- und Personengeschichte nachrangig seien. Der vorherrschenden deskriptiven Auffassung eines Leopold von Ranke setzte Lamprecht eine entwicklungsorientierte Geschichtsschreibung entgegen.

## Eberhard-Gothein-Preis
Den Eberhard-Gothein-Preis haben für die Stadt Pforzheim die Initiatoren Löbliche Singer, Reuchlin-Gesellschaft und Förderverein für das Stadtarchiv im Jahr 2009 ausgelobt. Der Preis, der mit einem Preisgeld verbunden ist, zeichnet in einem Rhythmus von drei Jahren ausgewählte Arbeiten zur Stadtgeschichte Pforzheims aus. Die Jury wird von den Auslobern gebildet. In der Begründung für die Namensgebung heißt es, Eberhard Gothein sei der einzige Fachhistoriker des 19. Jahrhunderts, der sich eingehend mit Pforzheims Stadtgeschichte befasst und seine Ergebnisse auch veröffentlicht habe.

## Veröffentlichungen (Auswahl)
Ein ausführliches Schriftenverzeichnis findet sich in der von seiner Ehefrau publizierten Biografie.
- Der gemeine Pfennig auf dem Reichstage von Worms. Dissertation. Breslau 1877.
- Politische und religiöse Volksbewegungen vor der Reformation. Breslau 1878 (online).
- Die Aufgaben der Kulturgeschichte. Veit & Comp, Leipzig 1889.
- Wirtschaftsgeschichte des Schwarzwaldes und der angrenzenden Landschaften. Trübner, Strassburg 1892.
- Die badischen Markgrafschaften im 16. Jahrhundert. In: Neujahrsblätter der badischen historischen Kommission, Neue Folge 13, Carl Winter’s Universitätsbuchhandlung, Heidelberg 1910;  Internet Archive.
- Die Renaissance in Süditalien. Duncker & Humblot, München 1924.